# アップルサイダー

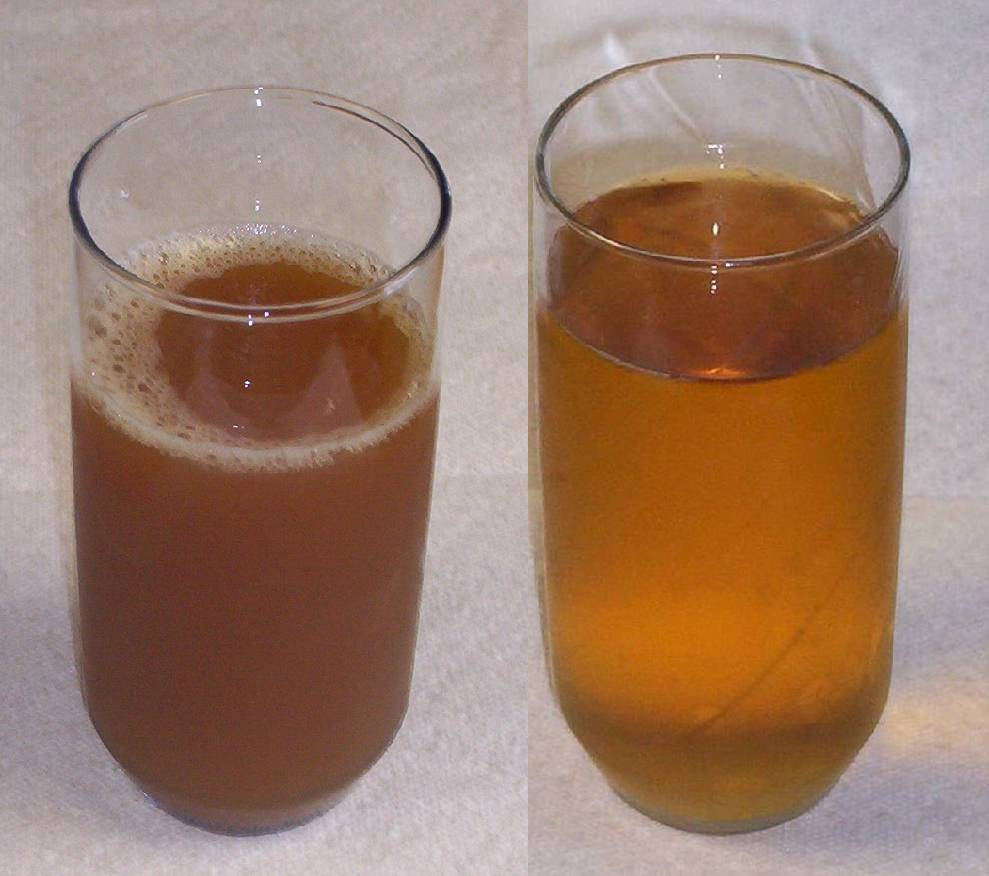
左：アップルサイダー
右：リンゴジュース

アップルサイダー（英: Apple cider）とは、リンゴを原料に作る無濾過・無加糖・ノンアルコール飲料の、アメリカ合衆国およびカナダの一部での呼び名である。リンゴ果肉粒の懸濁により透明でなく、使用するリンゴの種類により一般的な濾過済みリンゴジュースよりも味が濃い。スイートサイダー（英: Sweet cider）、ソフトサイダー（英: Soft cider）とも呼ばれる。
この無調整サイダーは季節商品の飲料であり、貯蔵期限が制限され通常は秋にのみ販売されるが、冷凍して1年中使用することもある。伝統的にハロウィン、感謝祭、クリスマス休暇に供され、温めて香辛料を加える場合もある。

## 呼称

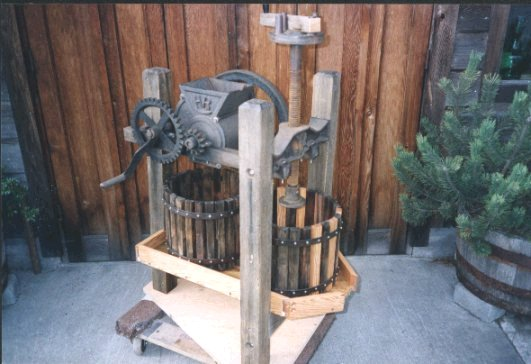
ワイン農園の手動のリンゴ圧搾機。粉砕器で一方の籠を満たし、圧搾スクリューの下の籠と入れ替える。

Cider（英語でサイダー、フランス語でシードル）という用語は、世界的にはリンゴを原料とした発酵アルコール飲料に対して用いるが、アメリカ合衆国およびカナダの多くではこれに対してhard ciderという用語を用い、単にciderと呼ぶ場合には上記のような無濾過・無加糖・ノンアルコールのリンゴ果汁飲料を指す。アメリカ合衆国では無添加の「リンゴジュース」と「サイダー」の区分には曖昧さが残る。。
個々の状態には相違がある。例えば、マサチューセッツ州農業資源局によると、「リンゴジュースとアッブルサイダーは共にリンゴを原料とする果汁飲料であるが、相違がある。無調整のサイダーは、果肉の粒や沈殿物を取り除く濾過処理を行わない生のリンゴジュースである。リンゴジュースは、濾過処理で固形物を取り除き、長期保存用に低温殺菌したジュースである。真空パックや更なる濾過処理により、ジュースの賞味期限がのびる」。カナダでは、カナダ食品検査局が「低温殺菌していないアップルサイダー」を規制している。

## 製品

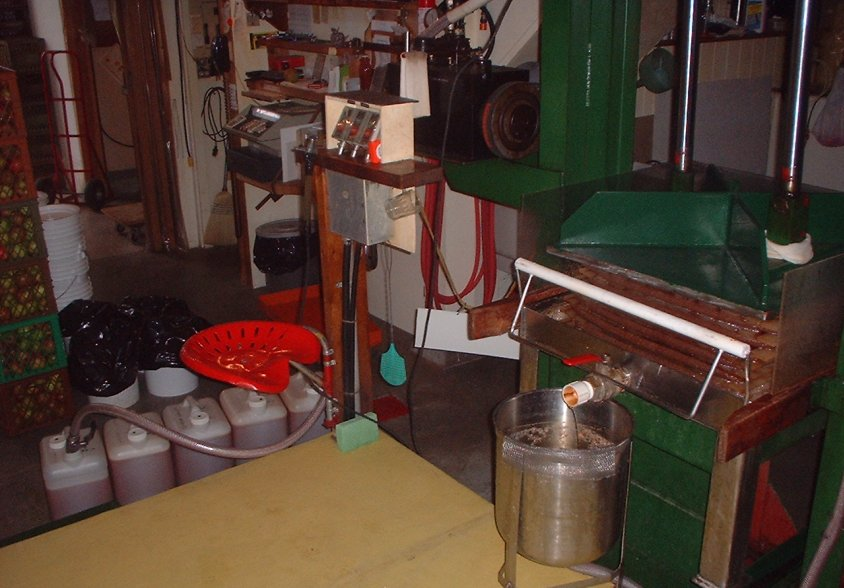
現代の農業地区のサイダー工場。特注の一括処理で圧搾して、必要に応じて大量の容器に詰める。

近代的手法により、従来の自家製飲料が製品として製造可能になった。約2キログラム (4.4 lb)のリンゴで1リットル(0.21 US pt)のアップルサイダーを生産できる。リンゴは洗浄、切断し、アップルソースの状態になるまですり潰される。出来上がったものを布袋に包み、木製またはプラスチック製の台の上に数層積み重ねる。これを油圧プレスで一度に絞り、ジュースは冷蔵タンクに流れる。このジュースを瓶詰めしてアップルサイダーとして販売する。
初期の生産方法では、人力または馬で動かすリンゴを粉砕する重い回転盤を持つ石製または木製の粉砕機と、果肉からジュースを圧搾する圧力を与えるために巨大な手動スクリュープレスが必要であった。圧搾中に果肉を濾すために、一般に藁が使われていたが、後に粗織りの布が使われるようになった。技術の進歩に伴い、写真の圧搾機のようなロータリー式のドラム「粉砕機」と小規模の手動の籠式圧搾機が使用されるようになった。現在は、小規模圧搾処理のほぼ全ては、一般に「rack and cloth press(棚と布圧搾機）」と呼ばれる、絞り布とポリプロピレン製の棚からなる電動油圧器具、および電動ハンマーミル破砕機を用いる。これらの近代システムでは、5キログラム (11 lb)程のリンゴから1リットル (0.26 US gal)のジュースを生産できる。

## 低温殺菌
低温殺菌しないアップルサイダーや汚染された果汁からの腸管出血性大腸菌感染症流行によって、アメリカ食品医薬品局が1998年に新規制を勧告し、続いてカナダが2000年に法規制した。
大規模なサイダー製造販売は、アメリカ食品医薬品局が1998年に勧告した全ての生の果物および野菜ジュースに適用される規制の下にある。
2001年にFDAが提出した規制が決議され、事実上すべてのジュース製造業者はHACCPの管理に従い、熱による低温殺菌、紫外線殺菌照射（UVGI）、または他の実績ある殺菌方法を用いることが求められる。その結果、アメリカ合衆国内のアップルサイダー販売の全ては、消費者への直接販売（ジュースバーや路上直売所など）を除き、病原体の「5対数値」減少を達成するHACCP原則に基づいて生産しなければならない。UVGI処理および他の技術は法規制に準じているが、低温殺菌が最も一般的に使用されている。

## 低温殺菌していないサイダー

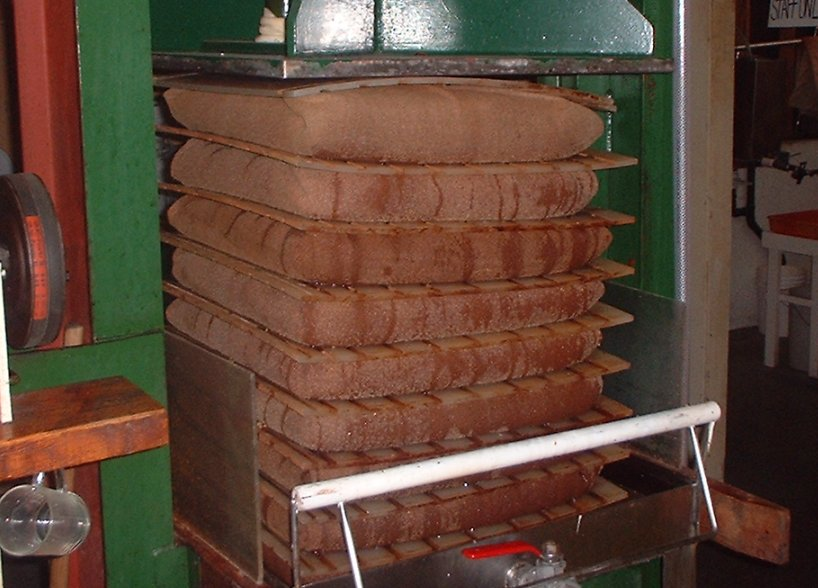
操作直前の小規模水圧式リンゴ圧搾機。約140 L生産する。

アップルサイダーは通常、数種類のリンゴをブレンドして味を調整する。最も高品質なブレンドのために、リンゴ生産地ではサイダー工場の間にはいくつかの競争がある。在来種、または固定種がブレンドされることが多い。
現在、低温殺菌していないサイダーは、リンゴ生産地の果樹園や小さな田舎の工場で、現地販売のみされている。低温殺菌していないため、シードルで自然発生した酵母が生きており、時間とともに発酵が起きる。冷蔵していてもなお、サイダーは1週間で僅かに炭酸ガスが発生し、やがて発酵により糖分がアルコールになりハードサイダーと呼ばれるようになる。この発酵を使用してハードサイダーを生産したり、更なる酸化によりリンゴ酢（アップルサイダービネガー）を生産する業者もいる。

## バリエーション
「ホットアップルサイダー」（英: Hot apple cider）または「モルドサイダー」（英: Mulled cider、「ワッセイル」 (Wassail) に類似）は秋と冬に人気の飲み物であり、アップルサイダーを煮立つ直前の温度に温め、シナモン、オレンジピール、ナツメグ、クローブ、または他の香辛料を加えて作る。
「スパークリングサイダー」は、濾過しない、または濾過したアップルサイダーで作る炭酸飽和したノンアルコール飲料である。シャンペンの替わりのノンアルコール飲料として、祝祭で供される場合がある。
「サイダードーナッツ」 (Cider doughnut) は、生地にサイダーを練り込み、サイダー工場で販売される場合がある。秋にサイダー、ドーナッツ、リンゴ収穫のためにリンゴ果樹園へ訪れることはアグリツーリズムの大きな区分である。